# شبه‌جزیره چهارکان
شبه‌جزیره چهارکان (روسی: Челекен полуостров) (نام‌های دیگر: چله‌کن، نفتونیا، جزیره نفت) شبه‌جزیره‌ای است در غرب ترکمنستان، در سواحل شرقی دریای خزر. شهر خزر (چهارکان سابق) در این شبه‌جزیره واقع شده‌است که از لحاظ اداری به استان بلخان ترکمنستان تعلق دارد.
چهارکان نامی است فارسی. این نام از سوی ترکمن‌ها به صورت چهارکن و چـله‌کن (Çeleken) تلفظ می‌شود

## جغرافیا
شبه‌جزیره چهارکان حدود ۴۰ کیلومتر درازا و ۲۲ کیلومتر پهنا دارد. این شبه‌جزیره در غرب با دریای خزر و از سوی شمال با خلیج ترکمن‌باشی (خلیج کراسنوودسک یا شاه‌قدم سابق) هم‌مرز است.
شبه‌جزیره دارای آب و هوای خشک قاره‌ای است که میزان بارش آن ۱۵۰ میلی‌متر در سال است. این منطقه بیابانی است و در قسمت مرکزی شبه‌جزیره زمین مرتفع‌تری با ارتفاع متوسط ۱۰۰ متر قرار دارد. در قسمت مرکزی ساحل غربی صخره‌های ۲۵ متری به چشم می‌خورد اما در حالی که ساحل شرقی کم‌ارتفاع و شنی است.
شبه‌جزیره چهارکان در انتهای خود دو زبانه خاکی به سمت شمال و جنوب دارد. زبانه شمالی شبه‌جزیره کَفَلجه و زبانه جنوبی شبه‌جزیره درویش نام دارد. شبه‌جزیره درویش به سمت جزیره اغورجه امتداد یافته است. جاده ارتباطی شبه‌جزیره چهارکان از شهر بلخان‌آباد از طریق چهاراهی جبل به شهر چهارکان (خزر) می‌رسد. هر از گاهی، مانند سال ۱۹۹۵، شبه‌جزیره چله‌کن هنگامی که سطح آب دریای خزر بالا می‌رود، تبدیل به جزیره می‌شود. در شبه‌جزیره چهارکان چندین گل‌فشان وجود دارد.